# Gureba
A gureba (törökül: gurebâ vagy garipler) könnyűlovas katona volt a régi oszmán hadseregben. Nevüket az arab garib (idegen) szóból kapták, annak a szónak is a többes száma. Eredetileg a törökökhöz átszökött arabok és perzsák képezték a gurebákat, később a birodalom egyéb nemzetiségeiből tevődött össze. Nagyszámban voltak köztük szíriaiak, egyiptomiak, kurdok, sőt albánok is.

Zsoldosoknak minősültek, de irreguláris katonaság voltak, harciértékük csekélynek bizonyult. Két csoportjuk volt, a jemin (jobbszárnyi) és a jeszár (balszárnyi), amelyek a szent zászló két oldalán osztottak be az ulufedzsik mellett. Ruházatuk meglehetősen különböző volt (míg a török sereg többi egysége viszonylag egységes ruhát viselt), egyetlen közös viseletük a tornyos turbán volt. A török sereg legelső vonalában helyezkedtek el, akárcsak a tatárok.

## Külső hivatkozás
- Gureba [Tiltott forrás?]
- Gárdonyi Géza: Egri csillagok
- Gureba (török)